# 萨勒苏布瓦
萨勒苏布瓦（法語：Salles-sous-Bois，法語發音：[sal su bwa]）是法国德龙省的一个市镇，位于该省东南部，属于尼永斯区。

## 地理
萨勒苏布瓦（44°27'7"N, 4°56'7"E）面积9.5 平方千米，位于法国奥弗涅-罗讷-阿尔卑斯大区德龙省，该省份为法国东南部内陆省份，北起顺时针与伊泽尔省、上阿尔卑斯省、上普罗旺斯阿尔卑斯省、沃克吕兹省和阿尔代什省接壤。
与萨勒苏布瓦接壤的市镇（或旧市镇、城区）包括：阿莱拉克、格里尼昂、蒙茹瓦耶、托利尼昂。

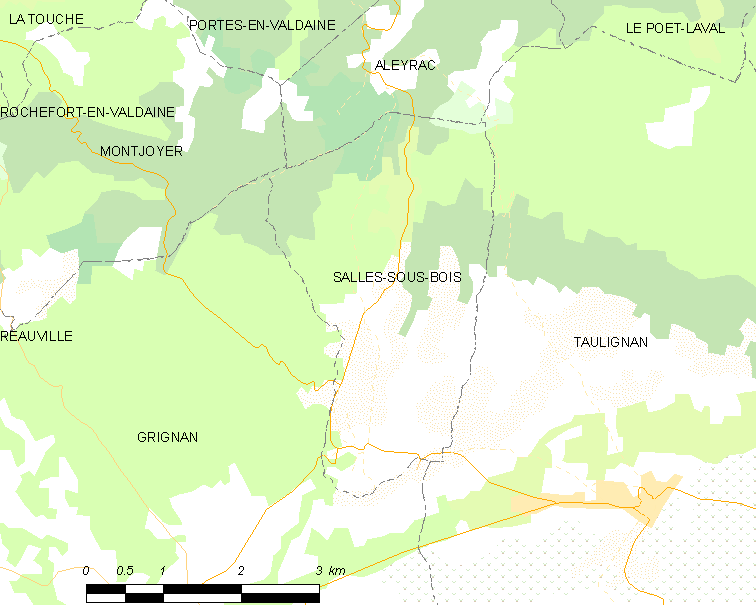
萨勒苏布瓦的OSM定位图

萨勒苏布瓦的时区为UTC+01:00、UTC+02:00（夏令时）。

## 行政
萨勒苏布瓦的邮政编码为26770，INSEE市镇编码为26335。

## 政治
萨勒苏布瓦所属的省级选区为格里尼昂县。

## 人口

1962-2008年间萨勒苏布瓦人口变化图示

萨勒苏布瓦于2022年1月1日时的人口数量为214人。